# 查馬 (科羅拉多州)
查馬（英語：Chama）是位於美國科羅拉多州科斯蒂亞縣的一個非建制地區。該地的面積和人口皆未知。

## 地理
查馬的座標為37°09′46″N 105°22′30″W / 37.16278°N 105.37500°W，而該地的平均海拔高度為2493米（即8179英尺）。